# 후지나미역 (와카야마현)
후지나미역(일본어: 藤並駅, ふじなみえき)은 일본 와카야마현 아리다가와정에 있는, 서일본 여객철도의 철도역이다. 기세이 본선이 지나가며, 기노쿠니 선 소속 열차들을 이용할 수 있다.
아리다가와 정의 유일한 철도역이지만 아리다가와 정의 읍내와는 떨어져있다. 2008년 3월 15일 시각표 개정으로 특급 《구로시오》 호의 일부가 정차하고 있다.

## 역 구조
상대식 2면 2선 구조의 지상역이다. 분기기와 절대신호기가 없기 때문에 정류소로 관리하고 있다. 2008년부터 선상 구조의 역사를 사용하고 있다.
고보역이 관리하며, 역 업무는 JR 서일본 메인텍이 대신 하고 있다. 초록 창구를 영업하고 있다.

### 승강장
| 1 | ■ 기노쿠니 선 | 와카야마 · 덴노지 · 신오사카 방면 |
| 2 | ■ 기노쿠니 선 | 고보 · 시라하마 · 신구 방면       |

## 역세권 정보
- 한와 자동차도 아리다 나들목
- 유아사고보 도로 - 아리다미나미 나들목
- 국도 제42호선

## 역사
원래 아리다 철도의 선로만 지나가고 있었으나, 1926년에 일본국유철도가 노선을 개업해 두 노선이 철도역을 설치하면서 환승역이 되었다. 그러나 아리다 철도는 1944년 12월 일본 제국이 "전시 중에 불필요한 노선"으로 지정해 강제로 운행을 중단해야 했으며, 결국 1959년 아리다 철도의 후지나미 역은 문을 닫았다.
- 1926년 8월 8일 - 일본국유철도의 역이 개업하였다. 동시에 아리다 철도도 승강장을 설치했다.
- 1987년 4월 1일 - 민영화에 따라 서일본 여객철도의 소속이 되었다.

## 인접역
| 서일본 여객철도 기세이 본선 | 서일본 여객철도 기세이 본선 | 서일본 여객철도 기세이 본선   |
| --------------------------- | --------------------------- | ----------------------------- |
| 유아사 고보·기이타나베 방면 | ■ 기노쿠니 선·한와 선 쾌속  | 미노시마 와카야마·덴노지 방면 |
| 유아사 신구 방면            | ■ 기노쿠니 선 보통          | 기이미야하라 와카야마 방면    |